# کرم‌های لجن برکه
کرم‌های لجن برکه (نام علمی: Tubifex) نام یک سرده از رده کمربندبه‌تنان است.